# Sverige–Sovjet
För landskamper mellan Sverige och Sovjetunionen, se respektive sport. För ishockey se Sveriges herrlandslag i ishockey.
Sverige–Sovjet var ett direktsänt underhållningsprogram i SVT 1 som sändes under perioden 2 november-21 december 1996. Programledare var Anders Lundin. Programserien innehöll artistframträdanden, reportage och tävlingar för tittarna där större grupper ingick som delar av frågorna, till exempel Fröken Sverige-deltagare. Serien rönte aldrig någon större popularitet och lades ner efter en säsong och ersattes av Så ska det låta.

## Gäster (i urval)
- Candela[2]
- Phil Collins
- James Hetfield
- Anni-Frid Lyngstad
- Rod Stewart

### Fotnoter
1. ↑  ”Sverige–Sovjet”. Svensk mediedatabas. 25 februari 1996. http://smdb.kb.se/catalog/search?q=Sovjet+%2B+Lundin+typ%3Atv&sort=OLDEST. Läst 30 mars 2011.
2. ↑  Candela - Historik Arkiverad 11 september 2011 hämtat från the Wayback Machine.